# Manque de taffe
Manque de taffe est le troisième épisode de la vingt-septième saison de la série télévisée Les Simpson et le 577e épisode de la série. Il est sorti en premier sur le réseau Fox le 11 octobre 2015.

## Synopsis
Alors que la mère de Marge fête son anniversaire, elle révèle à Patty et Selma que leur père est mort d'un cancer causé par la cigarette. Les deux femmes se décident alors à arrêter de fumer, mais lorsque Patty se rend compte que sa sœur continuait en cachette, elle va vivre avec les Simpson.